# Pegoscapus elisae
Pegoscapus elisae is een vliesvleugelig insect uit de familie vijgenwespen (Agaonidae). De wetenschappelijke naam is voor het eerst geldig gepubliceerd in 1936 door Grandi.